# 고대왕자 공룡킹 D키즈 어드벤처

공룡킹 어드벤처(일본어: 古代王者 恐竜キング Dキッズ・アドベンチャー 코다이오우쟈 쿄우료우킨구 디키즈・아도벤챠, 고대왕자 공룡킹 D키즈·어드벤처, Kodai Ōja Kyōryū Kingu Dī Kizzu Adobenchā[*])는 세가의 아케이드 게임기 〈고대왕자 공룡킹〉을 바탕으로 한 TV 애니메이션 작품으로, 전 49화가 방송되었다. 공룡을 소재로 한 애니메이션이며, 2008년 2월 3일부터 8월 31일까지 전30화가 방송된 새로운 시리즈 〈공룡킹 어드벤처 익룡전설〉(일본어: 古代王者 恐竜キング Dキッズ・アドベンチャー 翼竜伝説 코다이오우쟈 쿄우료우킨구 디키즈・아도벤챠 요쿠류 덴세츠, 고대왕자 공룡킹 D키즈·어드벤처 익룡전설, Kodai Ōja Kyōryū Kingu Dī Kizzu Adobenchā: Yokuryū Densetsu[*])에 대해서도 취급한다.

## 개요
이야기는 공룡을 아주 좋아하는 D키즈(맥스, 렉스, 조)와 알파단에 의한 공룡 카드의 싸움을 배경으로 하고 있다. 주인공들은 디노 홀더 되는 소형기계에 공룡 카드를 슬래쉬 하는 것으로 공룡을 자유자재로 부를 수 있고, 기술 카드를 사용해 공룡의 공격을 강화할 수 있다.〈익룡 전설〉(2기)에서는, 행방 불명이 된 D키즈들의 부모님을 찾고, 한편으로는 우주 해적 잔쟈크와 싸우는 에피소드로 이루어져 있다. 전작에 비하면 연속 드라마 요소가 되어있어서, 어느 이야기도 4화로 완결이 된다. B파트 개시시에는 가위바위보 코너를 마련해 애니메이션판의 본편과는 직접 관계가 없는 요소를 도입하거나, 엔딩에는 사토 히로미치가 노래하는 곡 〈공룡 체조〉에 맞추어 작중의 등장 인물들이나 공룡들이 즐겁게 춤추는 애니메이션을 채용하거나 저연령층을 의식한 기획이 많이 포함되어 있다. 2007년 4월 15일부터는, 〈D키즈 대원 모집〉이라고 제목을 붙인 초등 학생 이하의 시청자를 대상으로 한 모집 기획을 공식 사이트상에서 전개하고 있다.

## 줄거리

### 제１기
카드속의 공룡들이 현실 세계로 나와 펼치는 모험!!
6500만년전의 백악기후기, 지구상의 공룡들은 우주로부터 내려온 운석에 의해 멸종해, 공룡 시대가 끝이났다.
그리고 현대의 지구.
평범하고 공룡을 매우 좋아하는 초등학생 맥스(일본어:고대 류타)는 어느 날 아침. 공룡책을 보다가 갑자기 하늘에서 운석이 떨어지는 것을 보게 된다. 같은 멤버인 렉스와 조는 함께 운석이 떨어진 장소로 향한다. 거기에는 각각 문장이 다른세 개의 석판과 실제 공룡 〈트리케라톱스〉를 봉인한 카드를 찾아낸다. 맥스는 그것이 무엇인지도 모른 채 만지작 거리니 어찌된 일인지 눈 앞에는 트리케라톱스가 나타난 것이다. 바로 그 순간 놀랄 새도 없이 3명은 트리케라톱스에게 쫓기게 된다. 그래서 맥스가 필사적으로 석판을 문지르자 웬일인지 커다란 트리케라톱스가 작은 모습으로 변해 맥스를 따르는 것이었다. 애완동물이 갖고싶었던 맥스는 트리케라톱스를 무엇이든지 벌컥벌컥(일본어: がぶがぶ 가부가부[*]) 갉아먹는다고 하여 이름을 가부라고 이름을 짓고 데려가, 공룡 박사이며, 맥스의 부친인 검룡에게 말하여 조사해 주기로 했다.
그 때, 이상한 티라노사우루스를 데리고 온 알파단(일본어:비밀 결사 행위단)이 맥스들의 앞에 나타나고 가부를 노려 덤벼 들어 왔다. “ 그 트리케라톱스를 넘기시지! ”맥스 일행들은 가부를 안고 도망치지만 쫓기게 되었지만, 달려 든 검룡으로부터 완성시킨지 얼마 안된 D홀더로 디노 슬래시하여, 가브를 진화시켜 어떻게든 티라노의 위협을 없앴다.
그러자 석판이 들어가고 있는 세 명의 D홀더로부터 멸종한 공룡들의 마음의 목소리가 울려 건너, 도움을 요청해 왔다. 맥스 일행은 파트너 공룡들과 함께 온 세상에 흩어져있는 공룡 카드를 회수해 알파단으로부터 공룡을 지키기 위해서 싸운다.

### 2기(익룡전설)
박사Z가 이끄는 알파단과 싸우면서 드디어 온 세상에 흩어져 있던 공룡들을 모은 D키즈. 그리고 노피스의 야망을 훌륭하게 쳐부수어, 세계에 평화가 방문했다.
타임 머신, 《백랜드호》로 부모님 모두 미래로 돌아가는 렉스와 함께 카드로 보관되게 된 가브나 에이스, 파라파라 등 공룡들을 눈물과 웃는 얼굴로 배웅했다.
하지만, 맥스들의 앞에, 미래로 돌아갔을거라고 생각한 타임머신이 갑자기 연기를 내면서 불시착했다.
맥스들은 박사Z가 또 무엇인가 나쁨을 한 것이 아닐까라고 생각되었지만, 시공의 틈에서 누군가에게 습격되었다고 렉스는 말한다. 타임 머신의 수리 때문에, 당분간 머물게 된 렉스들. 맥스와 조는 렉스 뿐만이 아니라 가브나 파라파라들과 재회할 수 있어 큰 기쁨이다. 렉스나 로드와 로라(일본어:로아)의 안내에서 백 랜드호의 내부를 보고 있었다. 그러자 이상한 수수께끼의 비행 물체가 공중으로부터 나타나 광선을 발사하더니 3명의 부모님들이 고대집 마다 비행 물체에 삼키듯이 소실시켜 다시 공중에 사라져 버렸다. 맥스, 렉스, 조는 자기 부모님이 납치되었다는 소식에 아연실색 한다.
맥스들은 수수께끼의 비행 물체가 타임머신인 것을 알아 부모님을 되찾기 위해서 박사Z에게 빨리 백랜드호의 수리를 부탁했다. 갑자기 나타난 빛의 익룡에 새로운 위기가 다가오고 있는 것을 전해들으면서 이끌려 D키즈는 알파단과 함께 시공을 넘어 정체 불명의 타임머신을 추적한다.

## 등장 인물

### 고대박사 (D-LABO) 공룡 연구자

#### D키즈(D-KIDS)
고대박사의 아이, 공룡연구센터 로고 마크는 공룡의 발바닥이다.
맥스 태일러 (고다이 류타)
- 성우：이선호 (일본어:마츠모토 메구미)

본편의 주인공. 초등학교 6학년의 12세.
트라이아스시(일본어:三畳市 San-jō shi 영어:Triassic City)에 사는 고대 공룡 연구소(고대박사)의 소장, 고대검룡과 아키의 아들. 누구보다 공룡을 아주 좋아하고, 밝고 정의감에 흘러넘치는 D키즈의 리더적 존재. 파트너는 트리케라톱스의 가부.
구령은 울러퍼져라! 트리케라톱스!!
공사 소음 속에 잠들거나 하수구 냄새에도 동요하지 않는 등 세세한 것을 꺼리지 않는 둔감한 성격. 구부러진 것은 싫다. 덜렁이로 침착성이 없는 곳이 있다. 조금 정수리 기분인 곳도 있지만 무슨 일이 있어도 결코 단념하지 않는 강한 정신력도 가지고 있다. 머리 부분에는 공룡을 연상시키는 모퉁이가 난 선바이저를 쓰고 있어 모퉁이가 빛나는 전등식으로 되어있다. 복부에 검은 벨트를 쓰고있다. 좋아하는 음식은 햄버거로 싫어하는 음식은 야채(특히 고추나 당근)를 하고 있다. 방 정리가 서투르다. 멋진 것을 좋아하고 텔레비전을 보고 즉시 영향을 받는 경향이 있다. 공부를 못한다. 특히 수학은 노력하고 있지만 성적은 좋지 않다. 그 때문에 로드와 로라는 〈공룡 같은 수준으로 머리가 좋다.〉라고 말했다. 너무 크게 태도에 나타내지 않지만 조의 일을 이성으로서 신경이 쓰이는 모습. 멤버중에서 제일 키가 작고, 본인도 꽤 신경쓰고 있다.
어느날 아침. 우연히 찾아낸 〈트리케라톱스〉의 공룡 카드와 번개의 문장의 석판에 접하고 계약을 한다. 부과된 자신의 숙명을 짊어지면서도 렉스나 조와 함께 알파단과 대결해 공룡 카드의 수집에 힘썼다. 노피스에 야망에 따른 세계적인 혼란 속에서 가부와 함께 노피스에 싸움을 거는 큰 역할을 한다.
2기에서는 우주 해적 쟌쟈크에게 잡혀간 부모님을 구하기 위해 렉스, 조, 알파단과 함께 시공으로 여행을 떠난다.
렉스·오웬 (렉스·엔시트)
- 성우：문남숙 (일본:미즈구치 마츠리)

미국 출신의 소년으로 D키즈의 멤버. 초등학교 6 학년으로, 12세. 생일(정확하게는 오엔 박사에 주워진 날)은 6월 10일. 파트너는 카르노타우루스의 에이스.
구령은 불어라! 카르노타우르스!!
냉정한 판단력을 가지는 쿨하고 성실한 학자기질. 컴퓨터를 잘하고, 흥미가 있는 일이 있으면 그것을 철저히 추구한다. 고아이며, 오엔 박사에 의해 보호되어 양자가 된다. 양부가 공룡을 연구하는 학자인 그의 곁에 있기 위해서 공룡등의 지식은 그의 영향을 받고 있다. 그 후, 일본에 유학해, 고대집에 동거하고 있다. 눈초리가 나쁘고, 상당한 신경질이며, 그 때문에 맥스와 대립하는 일도 자주있다. 제트 코스타가 골칫거리라고 하는 뜻밖의 일면도 있다. 맥스와 조와 같이 우연히 찾아낸 바람의 문장의 석판에 포고 계약해 맥스와 조와 함께 공룡 카드의 수집에 힘썼다. 맥스와 같이 조의 일을 이성으로서 신경이 쓰이는 것 같다.
본작에 대해 이야기의 진행으로 중요 인물로서의 묘사가 있어, 친부모가 없는 그에게 있어서 가족이나 부모님이라고 하는 것에 대해 컴플렉스를 안아 있거나, 공룡과의 싸움에 괴로움을 느껴 고민하기 시작하거나 적이던 알파단과의 연계를 보이는 등 충격에 강한 캐릭터가 되고있다.
리아스, 에이스와 함께 비행기를 탔을 때에 알파단의 UFO와 충돌해 그 때에 머릿속에서 무엇인가의 영상이 플래시백을 하여 공황상태에 빠진다. 트라우마가 자극되는 것 같았다가 몇분 후에 회복했다.
실은 미래(서기2127년)의 과학자 Dr.엔시트와 크리테이시야의 아들이며, 본명은 〈렉스·엔시트〉. 부모님이 석판의 힘을 이용해 만든 타임 머신으로 향한 공룡 시대에 ,살았던 동안으로 태어나 돌아가는 도중의 시공간에서 부모님, 쥬라산과 함께 박사Z에 의해서 타임 머신으로부터 내던져져 12년전의 미국에 가까스로 도착해, 거기를 오엔 박사에 주워져서 현재에 이른다. 노피스와의 싸움의 뒤 부모님과 재회했다. 그러나, 재회했던 것도 잠시동안, 부모님을 우주 해적 잔쟈크가 데리고 사라져 버린다. 부모님을 구할 수 있도록 류타, 마룸, 알파단과 함께 시공으로 여행을 떠난다. 지금도 오엔 박사를 지금까지 키워 준 소중한 부친이라고 보고 있다.
조 (타츠노 마루무)
- 성우：이영란 (일본:코바시 토모코)

맥스들과의 친구의 소녀. 초등학교 6 학년의 12세. 트라이아스시에 거주. 애니메이션 오리지널 캐릭터로, 후에 게임에 역수입된 캐릭터이다.
본작으로의 히로인으로 D키즈의 멤버로 참모격. 착실한 사람으로 팀의 정리역. 자택은 자영업으로, 가족구성에는 언니(누나)의 리어스, 아버지 중생, 어머니의 안모의 4인가족.
파트너는 파라사우롤로푸스의 파라파라.
구령은 싹터라! 파라사우롤로푸스!!
일견군인과 같은 모습으로, 기분이 강한 곳도 있지만, 기본적으로는 밝고 상냥한 여자 아이. 황녀를 동경하거나 유행에 민감, 미형을 좋아하고, 멋진 사람에 넋을 잃고 보고 있는 것이 자주 있다. 축구로 골키퍼를 맡길 수 있을 정도의 운동신경의 소유자이다. 모성 본능이 강하게 돌보기의 좋은 가정적인 소녀로, 맥스와 렉스를 엄격하게 지도하는 등 가사 전반에 능숙하다. 또 초등 학생이면서 스타일은 꽤 좋다.머리 부분에는 선글라스를 붙이고 있어 카메라 기능이 붙어 있다.
풀의 문장의 석판의 계약을 주고 받는다. 기본적으로 맥스나 렉스의 일은 소중한 친구, 동료로서 보고 있다. 전투에서는 렉스보다 냉정하고 정확한 지시를 낼 수 있는 것이 자신있다. 그녀가 디노 슬래시나 기술 카드를 스캔 할 때, 화려한 포즈를 하는 특징이 있다.
제2기에서는 우주 해적 잔쟈크에게 데려간 사라진 부모님을 구할 수 있도록 맥스와 렉스, 알파단과 함께 시공으로 여행을 떠난다.

### 맥스의 가족들
- 고대 박사(맥스의 아빠): 김기흥
- 맥스의 엄마: 유명숙

### 조의 가족들
- 조, 리어스의 엄마: 이미덕
- 조, 리어스의 아빠: 최한
- 조의 언니|리어스: 서지연

### 렉스 가족들
- 렉스의 아빠: 김기흥
- 렉스의 엄마: 유상우
- 오웬 박사: 임채헌

### 알파단
- 울슐라: 유상우
- 에드: 심승한
- 젠더: 주재규
- Z박사: 최한
- 로드: 서지연
- 로라: 이미덕
- 세스: 임채헌
- 헬가: 유상우

### 그 외 인물
- 쥬라이: 임채헌

### 2기 인물들
- 쟈크: 임채헌
- 구넨코: 심승한
- 재퍼: 김기흥
- 미샤: 유상우

### 카드의 공룡들

#### 파트너 공룡
가부 / 울려라! 트리케라톱스!
- 성：타니이 아스카, 나카츠카사 유카 (익룡 전설 14화부터)

번개의 속성을 가진 트리케라톱스로 맥스의 파트너 공룡. 뭐든지 설버릇이 있는 일로부터 맥스가 이름 붙였다. 순진하고 상냥한 성격으로, 꼬마 공룡 때의 울음 소리도 벌컥벌컥운다.
D키즈의 공룡 중에서 공방이 뛰어나고 있어 D키즈 산하의 공룡에 있어서의 톱이라고도 말할 수 있는 존재. 필살기술에는 전격을 발하는 〈일렉트릭 차지〉, 〈라이트닝스라스트〉, 〈기가라이딩〉, 〈썬더바주카〉를 사용할 수 있는 등, 접근전을 자랑으로 여기고 있다. 높은 곳은 골칫거리라고 하는 것은 아니지만 비행기를 타는 것은 너무 될 수 없고, 패닉을 일으킨 적도 있었다. 7개의 코스모스 톤을 가지는 세스의 공룡 크리올로포사우루스와 싸우는 차이에 박사Z가 준 기술 카드 〈파이널 썬더〉로 넘어뜨렸다. 물에 강하고, 흙에 약하다.
제기의 최종회에서 카드로 돌아와 영구보존하게 되어 류타와 헤어지게 되었지만 제 2기부터는 쟌쟈크에 가로채진 맥스들의 부모님을 구할 수 있도록 다시 맥스의 파트너로서 행동을 함께 한다. 하지만 2기 최종화에서 다시 보존하게 되고, 공룡들과 맥스와 조와 이별을 한다.
에이스 / 불어라! 카르노타우루스!
- 목소리：타무라 세이코

바람의 속성을 가진 카르노타우루스. 렉스의 파트너로 그 이름은 제일을 목표로 하도록 이름을 붙였다. 쿨하고 점잖은 성격이지만 조금 신경질적인 곳도 있다.
동작이 준민으로, 어떤 상대이든지 천성의 민첩함을 살려 교란시킨다. 바람의 속성 고의 민첩함을 가진다. 그 때문에 필살기술에는 바람을 일으키는 〈사이클론〉이나 〈닌자 어택〉 등 스피드를 살린 기술이 이익. 그 밖에도 기술 카드가 있지만 렉스의 성격의 탓인지 너무 사용되는 것이 없다. 물 공포증으로 바다나 분수도 무서워해 목욕하는 일도 싫어 한다. 그런 그의 약점은 렉스의 고민거리이지만, 위기에 빠진 일에 의해 물에의 공포를 일시적으로 극복했지만, 그런데도 조금 서투른 모습. 풀에 강하고, 불에 약하다.
제 2기부터는 가부와 파라파라 같이 카드로 해서 영구 보존 되어 렉스와 함께 미래로 귀환하지만 부모님들이 쟌쟈크들이 데리고 사라지자 다시 렉스의 파트너로서 복귀한다.
또한 그는 당초 현대에 렉스의 의부인 오엔 박사가 캐나다의 앨버타주의 공룡 발굴 현장에서 카드로 해서 발견되었지만 렉스는 그를 언제 어디서 입수했는지는 밝혀지지는 않았다.
파라파라 / 자라라! 파라사우롤로푸스!
- 소리：후치자키 유리코

풀의 속성을 가진 파라사우롤로푸스로 조의 파트너 공룡. 그 이름은 음악을 타 춤추는 일로부터 조가 이름 붙였다. 마룸 같이 야무진 성격으로 날뛰는 가부와 에이스를 억압하는 등, 조를 닮은 면도 보인다. 그러나 경우에 따라서는 3마리 중에서 제일 공기를 읽을 수 없는 행동을 취하는 일도 자주 있다. 많은 동물과 같이, 옷을 입는 것을 싫어하고 있다.
전투에 대해 큰 활약하지 않지만, 회복계의 기술인 〈네이쳐스플레싱〉을 이용해 주식과 에이스를 서포트를 하는 직무가 많다. 그렇지만 많은 초기술도 소지하고 있어, 〈메탈 윙〉 〈붓 어 사이드〉등의 기술을 이용해 서포트 공룡과의 제휴 공격도 자랑으로 여기고 있다. 흙에 강하고, 바람에 약하다.
제 2기부터는 가부와 에이스와 함께, 카드로 해서 영구 보존 되어 미래로 귀환하지만 조의 부모님들이 잔쟈크들에이 데려가서 사라지자 다시 조의 파트너로서 행동을 함께 하고 있다.
당초 에이스 같이 가부보다 늦게 찾아 뵈었지만 현대에 오엔 박사가 캐나다의 앨버타주의 공룡 발굴 현장에서 카드로 해서 발견되고, 조는 카드를 언제, 어디서 손에 넣었는지는 밝혀지지는 않았다.
티라노 / 타올라라! 티라노사우루스!
- 목소리：나카츠카사 유우카

불길의 속성을 가진 티라노사우루스·렉스로 알파단의 공룡. 애칭은 티라노. 알파단이 최초로 손에 넣고 있던 공룡으로, 난폭자 한편 반항적인 성격으로 먹보. 식사를 확실히 주지 않으면 소동의 계기가 되는 경우도 많다. 헬가에는 머리가 오르지 않고, 또 로드, 로라와는 사이가 좋고, 잘 따르고 있다. 작을 때는 가부와 동일한 그리고도 씹어 붙는 것이 많다. 특히 박사Z의 수염, 머리를 물어뜯는경우가 많다. 하지만 헬가가 오면 바로 얌전해진다.
성체화했을 때의 공격성은 굉장하고, D키즈의 가부와 호각에 싸울 수 있을 정도의 힘을 자랑한다. 주로 〈볼케이노버스트〉나, 〈넥 분쇄기〉를 이용해 공격한다. 실은 〈플라이트 치우침 이즈 스핀〉의 카드도 가지고 있지만, 사용하는 직전에 언제나 방해가 생기기 위해 한번도 사용했던 적이 없다. 바람으로 강하고, 물에 약하지만 공격성이 없는 보통 물에는 강한 것 같고 잘 헤엄치고 있는 모습도 있었다.
제2기부터는 D 키즈의 공룡들과 같이, 카드로 되돌려져서 영구 보존 되었지만 다시 알파단과 함께 있을 수 있는 일이 되었다. 제 2기는 에드몬토니아를 압도적으로 넘어뜨린 적도 있다.마지막에 잔쟈크(그넨코)가 가지는 기가스라고 하는 티라노와 닮아 있는 공룡 상대에게 〈얼티메이트 파이어〉로 무승부를 했다. 스피노와 사이카와 함께 박사Z의 수염을 덥석 무는 것도 있다.
스피노 / 끓어올라라! 스피노사우루스!
- 소리：코미야마 에리

물의 속성을 가진 스피노사우루스로 행위단이 최초로 포획 한 공룡. 그 후도 알파단 에 이끌려 D 키즈들의 앞에 적으로서 나타났다. 로드나 로라를 위해서 일하기도 한다. 티라노와 페어로 나와 있었다는 등, 차례가 많은 곳도 있다. 필살기술은 물을 사용한 〈쇼크웨이브〉. 제 2기로는, 잔쟈크의 공룡과 싸우는(초전 이외) 여행에 당해 버리는 것이 많아졌다. 불길에 강하고, 번개에 약하다.
사이카 / 뒤흔들어라! 사이카니아!
- 목소리：나카츠카사 유우카

흙의 속성을 가진 사이카니아로 알파단이 2번째에 포획 한 공룡. 그 후도 티라노, 스피노와 같이 행위단 에 이끌려 류우타들의 앞에 적으로서 나타났다. 로라를 위해서 일하기도 한다. 티라노나 스피노보다 눈에 띄지 않았지만, 제 2기 13화에서는 코스모스 톤(석판의 힘의 보조 역할로 공룡의 힘을 높임)에 반응한 바로 그때 의욕에 넘치고 구멍을 파는 등의 활약을 보인다. 쟌쟈크가 동굴로 나아갈 때 활발하고 나타나고 카르카로돈토사우루스로 싸우게 했지만, 사이카의 압도적인 싸움을 보고 D키즈가 〈무엇으로 사이카가 싸우고 있어〉라고 의문으로 생각했다. 번개에 강하고, 풀에 약하다.
블랙 티라노/방해꾼을 처리해라! 블랙티라노!
1기에 최종보스로 세스의 거의 파트너 공룡이라 할 수 있다. 이 블랙 티라노는 세스의 석판의 힘으로 만든 인공적 공룡이며 아파트 하나 정도 크기에 달하는 엄청난 크기에 공룡이다. 필살기술은 블러드보스터로 모든 공룡들을 한번에 날릴수 있다. 하지만 많은 공룡들의 힘을 모아 결국 백랜드호의 위에서 소멸한다.
그외에 에피소드 공룡들:
4화:살타사우루스
5화.62화:카르카로돈토사우루스
6화:마이아사우라
7화:유타랍토르
8화:스티라코사우루스
9화.73화:안킬로사우루스
10화:프테라노돈
11화:수코미무스
12화:케라토사우루스
14화:파키케팔로사우루스
15화:아크로칸토사우루스
17화:알티리누스
18화:다스플레토사우루스
19화:세이스모사우루스
20화:수페르사우루스
21화:유오플로케팔루스
22화.58화:메가랍토르
23화:아마르가사우루스
24화.72화:안키케라톱스
25화:후타바사우루스
28화:테리지노사우루스
29화:토로사우루스
30화:사우롤로푸스
31화:파파사우루스
32화.65화:바리오닉스
33화:델타드로메우스
34화.64화.66화:데이노니쿠스
35화:이구아노돈
36화.37화:벨로키랍토르
37화:사우로파가낙스
38화:스테고사우루스
39화.60화:마푸사우루스
40화:알로사우루스
41화.66화:펜타케라톱스
42화:암펠로사우루스
44화:후쿠이사우루스
45화.64화:메갈로사우루스
50화.51화:토르보사우루스
52화:슈노사우루스.마준가사우루스
54화:양추아노사우루스.피아트니츠키사우루스
55화:에드몬토니아
55화.56화:네도케라톱스
57화:요바리아.오프탈모사우루스
59화:산퉁고사우루스.투푹수아라
61화:아켈로우사우루스
62화:란조사우루스
63화:고지라사우루스
66화:투오지앙고사우루스
67화.68화.69화.70화:이시사우루스
67화:아프로베나토르
68화:파키리노사우루스.안항구에라
69화:렉소비사우루스
71화:라자사우루스
76화:아파토사우루스
77화.78화:크리올로포사우루스

## 주제가
오프닝
- 1기 오프닝: 조그마한 우리들의 큰 하트 (원곡:小さな僕らの大きなハート 가수:이치코)
- 2기 오프닝: 우주의 아이들 (원곡:宇宙の子どもたち 가수:사토 히로미치)

엔딩
- 1기 엔딩: 공룡체조 (원곡:恐竜マッスル<공룡머슬> 가수:사토 히로미치)
- 2기 엔딩: 恐竜ダダンバ(공룡다단바) 가수:사토 히로미치)
- 3기 엔딩: 후니후니사우루스(원곡:フニフニザウルス 가수:사카이 유키코